# Radu Niculescu
Pour les articles homonymes, voir Niculescu et Horia.
Horia Radu Niculescu est un footballeur roumain né le 2 mars 1975 à Sibiu.

## Palmarès
- 15 sélections et 2 buts avec l'équipe de Roumanie entre 1994 et 2000.
- Champion de Roumanie en 2001 avec le Steaua Bucarest
- Champion de Turquie en 2002 avec Galatasaray
- Vice-champion de Roumanie en 1996 et 1997 avec le Național Bucarest
- Finaliste de la Coupe de Roumanie en 1997 avec le Național Bucarest